# Michael McGrath (Schauspieler)
Michael Patrick McGrath (* 25. September 1957 in Worcester, Massachusetts; † 14. September 2023 in Bloomfield, New Jersey) war ein US-amerikanischer Schauspieler und Sänger.

## Leben und Karriere
McGrath wurde in Worcester im US-Bundesstaat Massachusetts geboren und hatte zwei Geschwister, Jay und Joan.
McGrath war in erster Linie ein Theaterschauspieler und Musicaldarsteller, der 1996 mit dem Theatre World Award ausgezeichnet wurde. Er war Ensemblemitglied und Zweitbesetzung in vielen Shows, darunter My Favorite Year, Swinging on a Star und Little Me. Er trat in den Musicals Anything Goes als Moonface Martin und 2003 in Wonderful Town als Chick Clark auf. Im Jahr 2005 spielte er die Rolle des Patsy in dem Broadway-Musical Spamalot von Monty Python, für die er eine Nominierung für den Tony Award als „Bester Hauptdarsteller in einem Musical“ erhielt. Von Dezember 2007 bis Februar 2008 spielte McGrath die Hauptrolle, Agamemnon Buckner, in dem Bühnenstück Is He Dead? am Broadway.
Im Jahr 2009 spielte McGrath am Broadway die Rolle des Mr. Simmons in Memphis und 2012 die Rolle des Cookie McGee in dem Broadway-Musical Nice Work If You Can Get It, für die er erneut den Tony Award als „Bester Hauptdarsteller in einem Musical“ gewann. Für die Darstellung erhielt er auch den Drama Desk Award in der Kategorie „Outstanding Featured Actor in a Musical“. Im Jahr 2014 war er in der Doppelrolle des Charles Frohman und Captain James Hook in der Broadway-Produktion Finding Neverland zu sehen, die zuvor Roger Bart gespielt hatte.
McGrath trat auch in dem Musical The Honeymooners auf, das auf der gleichnamigen Filmkomödie basiert. Das Musical wurde am 28. September 2017 im Paper Mill Playhouse in Milburn, New Jersey, uraufgeführt und McGrath verkörperte Ralph Kramden. Zu Auftritten am Off-Broadway gehörten unter anderem Du Barry was a Lady am New York City Center und Stephen Sondheims Follies.
Im Fernsehen war McGrath 1994 der Ansager und „Sidekick“ in der Martin Short Show und auch als Synchronsprecher tätig, beispielsweise für die Zeichentrickfilme Das Geheimnis von Kells und Wolfwalkers. Zu seinen Rollen auf der Kinoleinwand gehörten unter anderem die Filme Spurwechsel und Die Dolmetscherin. Im deutschen Sprachraum wurde McGrath unter anderem von Uwe Büschken, Julius Jellinek und Michael Pan synchronisiert.
Michael McGrath war von 1993 an, bis zu seinem Tod, mit seiner Schauspielkollegin Toni Di Buono verheiratet, die er bei einer Produktion von Forbidden Broadway in Boston kennengelernt hatte; das Paar hatte die gemeinsame Tochter Katie Claire, die ebenfalls Schauspielerin ist. Er starb im Alter von 65 Jahren.

## Filmografie (Auswahl)
- 1990: Mathnet (Fernsehserie)
- 1996: Boyfriends
- 1997: Remember WENN (Fernsehserie)
- 2001: Zwischen den Löwen (Fernsehserie)
- 2002: Monday Night Mayhem (Fernsehfilm)
- 2002: Spurwechsel
- 2003: Cowboys & Angels
- 2005: Mammoth (Kurzfilm)
- 2005: Die Dolmetscherin
- 2005: Monty Python’s Spamalot (Video)
- 2006: Ira & Abby
- 2009: Das Geheimnis von Kells
- 2011: Memphis: The Musical
- 2011: Escape of the Gingerbread Man!!! (Kurzfilm)
- 2014: Somewhere Down the Line (Kurzfilm; Sprechrolle)
- 2018: Madam Secretary (Fernsehserie)
- 2019: The Grote-est Showman (Kurzfilm)
- 2020: Wolfwalkers
- 2021: The Knocks feat. Foster the People: All About You (Musikvideo)

## Theater (Auswahl)
- 1998: Little Me (Broadway)[1][4][5]
- 1999: Stephen Sondheims A Funny Thing Happened On The Way to The Forum (Cape Playhouse in Dennis, Massachusetts)[4][5]
- 2002: The Butter and Egg Man (Atlantic Theater, New York City)[4][5]
- 2005: Monty Pythons Spamalot (Shubert Theatre, New York City)[4][5]
- 2008: A Day in Hollywood – A Night in the Ukraine (Cape Playhouse, Dennis, Massachusetts)[1]
- 2008: Garson Kanins Born Yesterday (Cape Playhouse, Dennis, Massachusetts)[1]
- 2014: Neil Simons The Odd Couple (Cape Playhouse in Dennis, Massachusetts)[1]